# دمسکس (مریلند)
دمسکس (به انگلیسی: Damascus) شهری در ایالت مریلند کشور ایالات متحده آمریکا است که جمعیت آن در سرشماری سال ۲۰۱۰ میلادی، ۱۵٬۲۵۷ نفر بوده‌است.